# 유보영
유보영(1997년 12월 3일~)은 대한민국의 여자 치어리더이다.

## 경력
- IBK기업은행 알토스 배구단 응원단 치어리더
- 창원 LG 세이커스 응원단 치어리더
- SSG 랜더스 응원단 치어리더
- SK 와이번스 응원단 치어리더
- 용인 삼성생명 블루밍스 응원단 치어리더
- 두산 베어스 응원단 치어리